# Pfänderspiel
Als Pfänderspiele bezeichnet man eine Kategorie von Gesellschaftsspielen, bei denen der Teilnehmer, der eine Runde verloren hat, ein Pfand abgeben muss, das später wieder eingelöst werden kann.

## Pfänderspiel
Bei den meisten Pfänderspielen ist die Teilnehmerzahl nahezu unbegrenzt, eine überschaubare Größe von 6–15 sollte jedoch nicht überschritten werden. Die Spiele selbst sind unterschiedlicher Natur. Oft bestehen sie in einer Art Aufmerksamkeitsübung, wobei derjenige, der einen Fehler begeht, ein persönliches Pfand an den Spielleiter abzugeben hat. Diese Aufmerksamkeitsübungen haben meist einen sprachlichen Charakter, der entweder zum Vergessen animiert oder zu Zungenbrechern führt oder zu einer damit verbundenen spielimmanenten Geste provoziert, die nicht gestattet war.

### Pfandauslösung
Sind genug Pfänder zusammengekommen, wird vom Spielleiter verdeckt eines gezogen und die Spielrunde mit dem Spruch gefragt:
„Was soll das Pfand in meiner Hand?“ „Was soll der tun des Pfand ich hab in meiner Hand?“
Nun einigen sich die Teilnehmer auf eine Strafe zur Pfandeinlösung. Dies geht von körperlichen Ausdauer- oder Gewandtheitsübungen bis zur (spielerischen) Erduldung von Neckereien und zu wörtlichen Peinlichkeiten. Bei Jugendlichen haben die Einlösungsaufgaben oft auch einen Flirt- oder gar Erotik-Charakter.

#### Beispiele für Pfandeinlösungen
- auf einem Bein stehend eine Nadel einfädeln
- ein Blatt Papier mit dem Mund aufheben
- sich mit verbundenen Augen einen Schnurrbart anmalen
- Speck schneiden = an den Tisch setzen und Schneidebewegungen ausführen und dabei von Zeit zu Zeit rufen: „ich sitze hier und schneide Speck und wer mich lieb hat, holt mich weg.“
- am Kreuz hängen = so zu tun als hinge man am Kreuze und dabei sagen: „Ich hänge hier am Kreuzchen und wer mich lieb hat, küsst mein Schnäuzchen.“
- Römisch beichten = nachdem sich die Gruppe über die Sündenfälle geeinigt und sie mit einer Nummerierung versehen hat, muss sich der Beichtende auf verschiedene Fragen bekennen: „Wie oft hast du Nummer 1 getan?“ „Wo hast du Nummer 2 gemacht?“ etc.

## Historisches
Pfänderspiele waren bereits in höfischer Zeit bekannt. Allerdings ist hier wenig überliefert, doch werden es wohl Freizeitvergnügungen der Hofdamen und ihrer Verehrer gewesen sein. In Goethes Faust II heißt es in einer Passage:
Pfänderspiel und dritter Mann
Wollten nicht verfangen;
Heute sind die Narren los,
Liebchen, öffne deinen Schoß,
Bleibt wohl einer hangen.
was wohl eindeutig auf den Flirtfaktor dieses Spiels hinweist.
Der Großvater des deutschen Schulturnens und des pädagogischen Spiels Johann Christoph Friedrich GutsMuths (1759–1839) schreibt in seinem Buch Spiele zur Übung und Erholung des Körpers und Geistes von 1796 über die Pfänderspiele, die er zwar befürwortet, jedoch deren Auswüchse er ablehnt: „Im Kreise der Jugend ist es anders; sie soll weder die spanische Liebe vorstellen, noch hangen und verlangen, weder die Liebe mit Ellen messen, noch stumm betteln; denn darin sind wir alle einverstanden, dass es nicht nötig sei, Gefühle, die bei dergleichen Aufgaben zugrunde liegen, zu üben. Sie bedürfen keiner Übung. Aber was soll sie denn tun? - Sie soll ihre körperlichen und geistigen Kräfte anstrengen es sei, auf welche Art es wolle, bald mehr, bald minder, im Ernst oder Spaß. Der Mensch hat unendlich viel Kraft, folglich können allerlei kleine Aufgaben, die auf ihre Übung abzwecken, nicht schwer fallen; wenigstens braucht man zu ihrer Erfindung den gesunden Menschenverstand weit weniger zu radebrechen, als bei denen von obigem Schlag, die für jeden nur etwas gebildeten Menschen schlechterdings unbegreiflich abgeschmackt und widerlich sind.“ Er schlägt daher für die Jugend angemessenere Pfandeinlösungen vor (siehe ).

## Beispiele für Pfänderspiele (Auswahl)
Hauptsächlich werden Pfänderspiele in größeren Spielrunden gespielt. Dazu eignen sich Partys und Geburtstagsfeiern von Kindern und Erwachsenen. Die Spiele sind so zahlreich, dass hier lediglich eine kleine Auswahl zum Tragen kommt:
1. Alles, was Federn hat, fliegt (auch: Alle Vögel fliegen hoch). Der Spielleiter, der als einziger auch Fehler machen darf, nennt der Reihe nach Tiere oder andere Dinge, die entweder fliegen oder nicht fliegen können. Die Teilnehmer müssen jedes Mal, wenn ein flugfähiges Tier oder Gegenstand genannt wird, beide Hände hoch in die Luft strecken. Zeigt jemand falsch an, muss er ein Pfand geben.[2]
2. Kommando Pimperle. Alle Teilnehmer sitzen am Tisch und der Spielleiter gibt die Kommandos, auf die man sich vorher geeinigt hat. Bei Kommando Pimperle trommeln alle mit den Zeigefingern auf die Tischkante. Kommando Faust bedeutet, dass die Fäuste auf dem Tisch liegen. Außerdem gibt es noch Kommando Flach (= Hände flach auf dem Tisch), Kommando Hoch (= Hände in die Luft strecken), Kommando Kant (= Handkanten auf den Tisch), Kommando Tief (= Hände unter den Tisch), und Kommando Ellenbogen (= Ellenbogen auf den Tisch). Bei Bedarf können weitere Kommandos eingeführt werden. Der Befehl ist allerdings nur auszuführen, wenn der Spielleiter zuvor das Wort Kommando vorangestellt  hat. Sagt er einfach „Hoch“, so muss die vorherige Stellung, Geste oder Tätigkeit beibehalten werden. Der Spielleiter, der nach einer Weile gewechselt wird, darf absichtliche Fehler machen, um die Teilnehmer in die Irre zu führen. Bei einem Fehler der Mitspieler ist ein Pfand fällig.[3]
3. Lied mit Lückentext. Es existieren einige Lieder, in deren Texten einzelne Worte auszulassen oder nach und nach durch Gesten oder Verstummen zu ersetzen sind (Jetzt fahr’n wir übern See, Auf der Mauer, auf der Lauer, Ein kleiner Matrose, Mein Hut, der hat drei Ecken etc.). Wer einen Fehler macht, gibt ein Pfand.
4. Kofferpacken
5. Die böse 7. Es wird im Kreis reihum gezählt. Jedes Mal, wenn in der Zahl eine 7 oder eine Kombination mit der 7er-Reihe des Einmaleins auftaucht (7, 14, 17, 21, 27, 28 etc.), muss man Bumm oder ein anderes vereinbartes Wort sagen. Fehler werden durch Pfandabgabe bestraft.
6. Simon Says. ein amerikanisches Kinderspiel, ähnlich dem deutschen Kommando Pimperle und Alle Vögel fliegen hoch